# Willy Peter Reese
Willy Peter Reese (22 januari 1921, Duisburg - zeer waarschijnlijk gesneuveld tussen 22 en 27 juni 1944 nabij Wizebsk in de Sovjet-Unie) was een Duitse schrijver en dichter. In 1941 werd hij als twintigjarige naar het oostfront gestuurd.

## Jeugd
Tijdens zijn jeugd was Willy Peter Reese reeds kritisch over het nationaalsocialisme. Hij beschouwde zichzelf tijdens zijn middelbareschoolperiode reeds als dichter. Naast schrijven houdt de jonge Reese zich grotendeels bezig met tekenen, muziek maken en componeren. Hij liep school op de Mercator Oberschule in Duisburg, waar hij door enkele leerlingen spottend "Pudding" werd genoemd. Na de middelbare school was hij werkzaam in de bankensector.

## Legerdienst
Reese werd in februari 1941 opgeroepen voor de Wehrmacht. Hij volgde zijn opleiding te Kohl-Mühlheim in de Eiffel. Daarna wordt hij naar het oostfront, meer bepaald de sector rond Kiev, gestuurd. Van daaruit zet hij de veldtocht verder. In maart 1942 raakte hij bij gevechten rond Koersk gewond en werd hij naar een militair hospitaal in Offenbach gebracht. Voor deze acties ontving hij het ijzeren kruis tweede klasse. Toen hij thuis was om te herstellen van deze verwondingen, schreef hij het volgende: "Bevreesd als we waren voor al het mooie en goede, werden we getroffen door heimwee. We verlangden naar Rusland, naar de witte winterhel, naar beproevingen, de ontberingen, het doodsgevaar". Hij was naar eigen zeggen "merkwaardig vreemd voor zichzelf" geworden.
Uit geschriften uit 1942 blijkt dat hij aan het front een maatschappijkritische visie op het nationaalsocialisme ontwikkelde. 
In juli 1943 kwam hij opnieuw aan het Oostfront terecht en nam hij deel aan het mislukte zomeroffensief van de Wehrmacht. Hij trok zich samen met de Wehrmacht terug richting het westen en tijdens een verlof gaf hij zijn ouders in Duisburg een manuscript genaamd " Russische avonturen". Hij schreef naar verschillende uitgeverijen, maar geen enkele wilde zijn verhaal publiceren.